# Soldier of Fortune II: Double Helix
Soldier of Fortune II: Double Helix (с англ. — «Солдат удачи 2: Двойная спираль») — компьютерная игра в жанре шутер от первого лица, разработанная компанией Raven Software и изданная компанией Activision в 2002 году эксклюзивно для PC. В России и странах СНГ игра была локализована и издана фирмой 1С 25 апреля 2003 года. Soldier of Fortune II: Double Helix является сиквелом игры Soldier of Fortune. В ноябре 2007 года вышла третья часть Soldier of Fortune: Payback.

## Игровой процесс
Целью игры является последовательное выполнение различных поставленных заданий и уничтожение противников. Каждая миссия делится на несколько подуровней. Действие игры происходит в различных странах. Перед каждой миссией (кроме первой) игрок может выбирать себе экипировку, по мере продвижения игры он открывает доступ к новым видам оружия. В игре представлено 16 видов оружия и 10 типов гранат.
Помимо основной сюжетной линии имеется генератор случайных миссий в режимах: убийство, спасение, проникновение, побег. Существует также возможность сетевой игры. В игре реалистично отображаются ранения и отстреливаются разные части тела, есть возможность регулировки уровня жестокости.
В игре фигурируют задания, помеченные как второстепенные. Но при прохождении их всегда придется выполнять, так как они влияют на дальнейший сюжет, который прямолинеен.
Первоначальная версия игры имеет видоизмененные локации, частично изменён сюжет и сам дизайн уровней, другой интерфейс по выполнению заданий, в определённых местах вас не слышат и не видят сквозь стены: версия немного недоработана, перевод смешивается с английским, есть игровые ошибки. Также присутствует индикатор сирены в нескольких миссиях и максимум подствольных гранат для оружия не 7/8 а 24/32.

## Сюжет
1989 год. Секретный агент Джон Маллинс направляется в Прагу, чтобы помочь бежать на Запад советскому учёному — доктору Пётру Ивановичу, занимавшемуся разработкой биологического оружия по кодовым названием «Биопрепарат». От своего связного Маллинс узнаёт, что Ивановича содержат в гранд-отеле «Прага» под очень серьёзной охраной. Джон спасает Ивановича и они вместе уходят от погони на грузовике в сторону вокзала, где на поезде покидают страну. В поезде доктор рассказывает, что он, когда работал над Биопрепаратом, думал, что служит своей стране, однако потом понял, что нельзя победить в войне, в которой погибают все. Также он повествует об эпидемии сибирской язвы в Свердловске, инциденте, в ходе которого множество человек погибло от вспышки жуткого гибрида, изготовленного из четырёх разновидностей сибирской язвы. Из всех учёных, работавших над этим проектом, выжил только Пётр Иванович.
Прошло 13 лет. В 2002 году Отделу (или Центру), известному как «The Shop» — международной организации, занимающейся проведением различных диверсионных и шпионских операций по всему миру — потребовалась помощь Маллинса. По прибытии в главный офис Отдела в Далласе Маллинс встречается со спасённым им доктором Ивановичем, который много лет работает на Отдел.
В Колумбии на деревню Пуреза повстанцами совершена атака бактериологическим оружием. Руководство Отдела предполагает, что это оружие было похищено и может иметь отношение к «Биопрепарату». Пётр Иванович заявляет, что к этому, возможно, причастен его старый протеже — доктор Дмитрий Сестрогор. Маллинс отправляется в Колумбию. Сразу же после посадки на военную базу совершают нападение повстанцы и Маллинсу приходится в одиночку пробираться сквозь джунгли к отряду морских пехотинцев США и вместе с ними участвовать в ликвидации повстанческой базы. В ходе зачистки в одном из домов Маллинс находит документы, из которых следует, что оружие повстанцам продал известный колумбийский торговец оружием Мануэль Вергара.
Маллинс скрытно проникает на хорошо охраняемую виллу, напоминавшую, по выражению Мэдлен Тэйлор, форт Нокс, где становится свидетелем встречи Вергары и некоего человека, заключавшего с Вергарой какой-то договор. Вскрыв сейф в офисе Вергары, Маллинс узнаёт, что большой груз бактериологического оружия направляется к берегам США на грузовом корабле «Морская звезда». Террористы, от которых Вергара и получил бактериологическое оружие, передали его Вергаре в обмен на оружие или наркотики, а тот продал их колумбийским повстанцам, которые использовали его для нападения на Пурезу. Джон пытается прорваться сквозь всех охранников на своем пути и в стычке убивает телохранителя Вергары Санчеса. Когда он находит Вергару и допрашивает его, тот выкладывает все сведения и кончает жизнь самоубийством, выпустив пулю себе в висок, чтобы спасти свою семью. Вергара сообщил, что ему известно все об Отделе, на который работает Джон, и что вирус, уничтоживший Пурезу, называется «Ромул». Ответом же на вопрос, где террористы собираются нанести удар — в Нью-Йорке или Лос-Анджелесе — послужил смех. Но он сообщил, что корабль «Морская звезда» скоро достигнет точки берегов.
Джон отправляется вместе со своей напарницей Мадлен Тэйлор разыскать груз на корабле. Найдя кучу ящиков с бактериологическим оружием, они решают уничтожить корабль в море, заложив взрывчатку в каждый отсек трюма. Как оказалось, причиной смеха Вергары после вопроса о точке нападения послужило то, что при желании террористы могли уничтожить все Восточное Побережье при таком количестве «Ромула».
После задания Маллинс отправляется в Нью-Йорк на встречу со своим старым другом Сэмом Глэдстоуном, который все так же маскируется под книжный магазин. Им удалось выяснить, что за атаками стоит международная террористическая организация «Прометей», а человек, встречавшийся с Вергарой — не кто иной, как бывший агент КГБ, международный террорист Алексей Нашрад. Но всплыла и другая проблема: есть брат-близнец вируса «Ромул» вирус «Рем» и неизвестно, что он делает. Теперь путь Маллинса лежит в Гонконг, где он должен встретиться с информатором, называвшим себя «Диссидент-1».
Джон прибывает в Гонконг на китайской джонке для выяснения данных о втором вирусе, именуемом «Рем». В доках и на улицах ему приходится вступить в уличные бои с «триадами», пока он не добирается до места встречи — склада, где и выясняет, что «Рем» — не инфекция, а компьютерный вирус, который может удалить все данные о «Ромуле» с любого компьютера. Это делается с целью, чтобы не позволить найти вакцину раньше времени, ведь Нашрад намеревается вынудить правительства Земли купить секрет вакцины за кругленькую сумму. На складе, при попытке записать с компьютера вирус «Рем», его оглушают и помещают в тюрьму.
После прихода в сознание, Маллинс встречается с Диссидентом-1 — она оказывается женщиной, связанной с «Прометеем». «Триады» и Нашрад намереваются пытать Джона, чтобы выведать всю известную ему информацию, но ему удаётся бежать из тюрьмы вместе с заключённым, и, ликвидировав Диссидента-1, забрать у неё компакт-диск с файлами о «Прометее».
Джон вновь прибывает в Нью-Йорк на встречу с Сэмом и в этот момент в здании книжного магазина раздаётся взрыв. Сэм чудом остаётся жив, получив при этом серьёзные ранения. Маллинс вместе с Тэйлор навещает Сэма, но больницу захватывают боевики «Прометея» и Тэйлор погибает. Маллинсу приходится вступить с ними в бой, зачищая больницу.
После очередного инструктажа в Отделе, Джон десантируется с самолёта на заброшенную секретную военную базу где-то на Камчатке с целью доставить в Отдел доктора Сестрогора. На базе, превращённой в военный завод, давно хозяйничают террористы «Прометея». Преодолев многочисленные охранные периметры и блокпосты, Маллинс уничтожает четыре уровня лаборатории по производству вируса, спасает доктора Сестрогора и вывозит его за пределы базы.
Теперь целью Маллинса является захват Нашрада. Его боевики захватили аэропорт в Швейцарии. Попутно освобождая заложников, Джон проникает в самолёт и ликвидирует Нашрада, но перед своей смертью он успевает сказать Маллинсу, что тот опоздал. Нашрад успел отдать приказ на штурм главного офиса Отдела в Далласе, так что, по выражению самого Нашрада, его смерть ничего не изменит. Джон прибывает в пылающий офис, где узнаёт, что главным предателем, устроившим всю заварушку, является один из его руководителей — Аарон Уилсон. Уилсон убивает Сестрогора с помощью вируса и пытается уйти на вертолёте Bell V-22 Osprey, но Маллинс сбивает его и убивает.
Игра завершается видеороликом, в котором Джон Маллинс, Сэм Глэдстоун и Энтони Майклс присутствуют на похоронах Мадлен Тэйлор.

## Оценки игры
| Сводный рейтинг       | Сводный рейтинг | Сводный рейтинг |
| Издание               | Оценка          | Оценка          |
| Издание               | PC              | Xbox            |
| --------------------- | --------------- | --------------- |
| GameRankings          | 80,87 %         | 63,21 %         |
| Русскоязычные издания |                 |                 |
| Издание               | Оценка          | Оценка          |
| Издание               | PC              | Xbox            |
| «Страна игр»          | 9,0/10          | N/A             |

На корабле «Морская звезда» в одной из кают можно найти компьютер, на мониторе которого отображается игра Doom.
Перед отправлением в Гонконг Джон посещает секретный отдел организации, замаскированный под книжный магазин. Когда он делает звонок по домофону, Сэм сперва отвечает «Извините, мы закрыты», но Джон говорит, что хотел бы посмотреть книгу под названием «Дни Огня» (секретный пароль, известный только сотрудникам Отдела). Это отсылка к реальному человеку, прототипу героя игры, майору американской армии Джону Ф. Маллинсу, прошедшему Вьетнамскую войну и написавшему книгу с таким названием.